# Pate (instrumento)
O Pātē é um instrumento de percussão samoano de origem taitiana, nomeado após a palavra samoana para "batida" ou "palmas" e "pulso". É um dos muitos variantes de tambores de fenda samoanos e pertence à família dos tambores de tronco, logo também pertencendo à família de percussão idiofone. É feito de um tronco oco, geralmente de madeira de miro e produz um som distinto e alto. Diferentes tamanhos de tambores de fenda oferecem diferentes alturas e volumes, também como bater no tambor de fenda no meio ou perto das extremidades.
Os tambores Talipalau são uma variante samoana um pouco maior que um tambor pate e um pouco menor que a variante de tambor de fenda Lali. As dimensões de alguns Talipalau são grandes como 1,5 metros de altura e 3 metros de comprimento; estes Talipalau são um primo distante do tambor Lali fijiano, que é maior em tamanho.
Diz-se que o pate menor foi introduzido em Samoa por taitianos casados entre samoanos que visitaram e se estabeleceram em Samoa há cerca de 500 anos atrás. Entretanto, nos últimos tempos, o pate é usado em conjunto com outras variantes tradicionais menos conhecidas de tambor de tronco também como a fala samoana como instrumentos musicais percussivos. Devido à ampla distribuição da música samoana durante a grande expansão polinésia, o uso do pātē ganhou muita popularidade entre outras ilhas polinésias vizinhas, como Wallis e Futuna, Toquelau, Tuvalu e Niue.
Existem cinco principais variantes de tambores de fenda de madeira samoanos:
- O logo, muitas vezes esculpido diretamente da carcaça de árvores gigantes derrubadas, é a maior das variantes dos tambores samoanos. Dizia-se que alguns desses tambores precisavam de mais de 70 homens para carregá-los para o mar— tal era a enormidade dos tambores que só podiam ser transportados por flutuação. 
 Quando esculpido em um tambor, o logo só pode ser tocado ao ser batido de lado, por exemplo, deslizando o batedor ou um tronco muito grande como uma baqueta na parte superior do tambor para atingir a borda cortada do outro lado. O logo foi usado para anunciar o Rei de Samoa, Altos Chefes e outras monarquias no passado. O logo também foi usado para anunciar ataques e sinais durante a guerra (veja: Guerra Civil de Samoa, as Guerras de Fiji e também as Guerras de Tonga). Samoa também registrou registros históricos de batalhas menos conhecidas com as ilhas vizinhas de Manono, Pukapuka, Toquelau, Tuamotu e Rarotonga, embora essas batalhas possam ser classificadas como escaramuças independentes isoladas interinsulares entre grandes grupos de clãs familiares.
- Lali são grandes tambores que são sempre tocados em pares por dois bateristas. Um deles bate no maior dos dois, chamado Tatasi. O outro baterista toca o lali menor no padrão rítmico chamado Talua. Ambos os tambores de tronco são tocados com baquetas chamadas Auta. Diz-se que o lali foi introduzido há 700 anos via Fiji.
- O talipalau é um tambor lali de tamanho médio entre o lali de tamanho normal e o pate. O tambor de tronco talipalau foi introduzido em Samoa via Tuamotu e Taiti. Agora faz parte do grupo de ilhas agora parte da cadeia de ilhas da Polinésia Francesa. O arquipélago de Samoa, Taiti e Tuamotu desenvolveu clãs familiares interinsulares ao longo de 800 anos.
- O pate foi introduzido via Taiti há 500 anos atrás. É a mais conhecida das variantes de tambor simplesmente por causa de sua portabilidade e tamanho fácil de usar, também como por causa de seus vários tons e afinações diferentes.
- O fa'aali'i-nafa é um tambor pate menor samoano nativo também feito de madeira de milo.

Guerreiros taitianos introduziram tambores de fenda de madeira intricados nas Ilhas Samoanas e nas Ilhas Cook. Em Rarotonga, suas origens cresceram em profundas raízes espirituais que ainda hoje são encontradas na percussão das Ilhas Cook.
Em Samoa, os tambores de tronco têm sido tradicionalmente usados na comunicação em grandes distâncias em tempos de guerra e para sinalizar os horários de Sa, Chief e Village Meetings. Os tambores também são usados em canções e danças tradicionais.
Em Taiti, as pessoas adotaram uma abordagem mais contemporânea, onde a percussão e a dança são usadas mais para entretenimento e turismo do que para funções tradicionais. Por exemplo, a Polinésia Francesa celebra o festival anual Heiva i Tahiti, onde diferentes tribos e grupos de clãs insulares podem competir uns contra os outros em uma competição de dança e percussão.